# Сагреш
С́агреш (порт. Sagres) — селище та муніципальна громада на крайньому південно-західному узбережжі Португалії, в адміністративному окрузі Фару, в районі (муніципалітеті) Віли-ду-Бішпу. Населення — 1,9 тис. осіб (2001), площа — 34,64 км². 
За колишнім адміністративним поділом селище належало до провінції Алгарве — сьогодні це однойменний регіон і субрегіон.

## Географія
- Священний мис

### Клімат
Місто знаходиться у зоні, котра характеризується середземноморським кліматом. Найтепліший місяць — серпень із середньою температурою 18.9 °C (66 °F). Найхолодніший місяць — січень, із середньою температурою 12.2 °С (54 °F).
| Клімат Сагреша          | Клімат Сагреша | Клімат Сагреша | Клімат Сагреша | Клімат Сагреша | Клімат Сагреша | Клімат Сагреша | Клімат Сагреша | Клімат Сагреша | Клімат Сагреша | Клімат Сагреша | Клімат Сагреша | Клімат Сагреша | Клімат Сагреша |
| Показник                | Січ.           | Лют.           | Бер.           | Квіт.          | Трав.          | Черв.          | Лип.           | Серп.          | Вер.           | Жовт.          | Лист.          | Груд.          | Рік            |
| Абсолютний максимум, °C | 22             | 24             | 23             | 27             | 31             | 31             | 35             | 35             | 32             | 30             | 27             | 27             | 35             |
| Середній максимум, °C   | 14             | 15             | 16             | 17             | 18             | 20             | 21             | 21             | 21             | 20             | 17             | 15             | 18             |
| Середня температура, °C | 12             | 12             | 13             | 14             | 15             | 17             | 18             | 18             | 18             | 17             | 14             | 12             | 15             |
| Середній мінімум, °C    | 10             | 10             | 11             | 12             | 13             | 15             | 15             | 16             | 16             | 15             | 12             | 10             | 13             |
| Абсолютний мінімум, °C  | 0              | 0              | 0              | 2              | 5              | 5              | 8              | 9              | 8              | 6              | 0              | 1              | 0              |
| Норма опадів, мм        | 50             | 50             | 40             | 30             | 20             | 0              | 0              | 0              | 10             | 40             | 50             | 50             | 390            |
| Днів з дощем            | 7              | 6              | 5              | 4              | 2              | 0              | 0              | 0              | 2              | 5              | 6              | 6              | 48             |
| Вологість повітря, %    | 77             | 77             | 77             | 77             | 79             | 81             | 82             | 84             | 83             | 80             | 80             | 77             | 80             |
| ----------------------- | -------------- | -------------- | -------------- | -------------- | -------------- | -------------- | -------------- | -------------- | -------------- | -------------- | -------------- | -------------- | -------------- |
| Джерело: Weatherbase    |                |                |                |                |                |                |                |                |                |                |                |                |                |

## Історія
Сагреш справедливо називають символом португальського мореплавства і великих географічних відкриттів. Ще у 2-й половині 15 століття португальським принцом Енріке Мореплавцем (сином короля Дона Жуау I) у Сагреші на узбережжі Атлантичного океану було засновано відому школу мореплавства. Муніципальну громаду було утворено у 1519 році, відчленуванням від Віли-ду-Бішпу. До 1834 року Сагреш був окремим муніципалітетом. У 1801 році нараховував 413 мешканців.

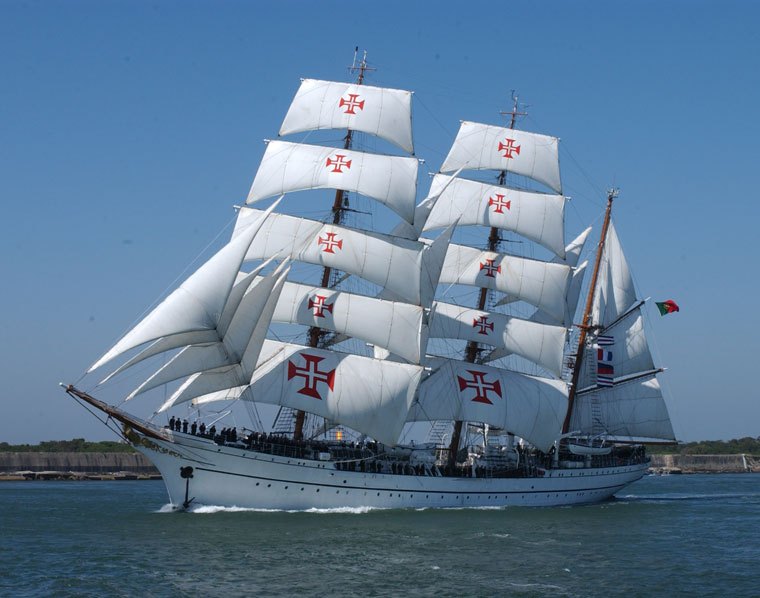
Корабель-школа «Сагреш»

На честь Сагреша названий сучасний корабель-школа — підпорядкований військово-морським силам Португалії. Корабель легко ідентифікується завдяки зображеним на вітрилах хрестах червоного кольору (Орден Христа). Головна ціль корабля — тренування і контакт з морським життям при навчанні майбутніх офіцерів ВМС Португалії. Збудований німецьким кораблебудівним підприємством «Blohm + Voss» у 1937 році у Гамбурзі. У 1962 році був придбаний португальським урядом.

## Економіка і транспорт
Економіка селища та муніципальної громади представлена туризмом, послугами та сільським господарством. Транспротна мережа з'єднана з головними автомобільними дорогами атлантичного узбережжя регіону, зокрема національними автомобільними дорогами N-268 та N-125 (відстань до міста Фару — 119 км).

## Туризм

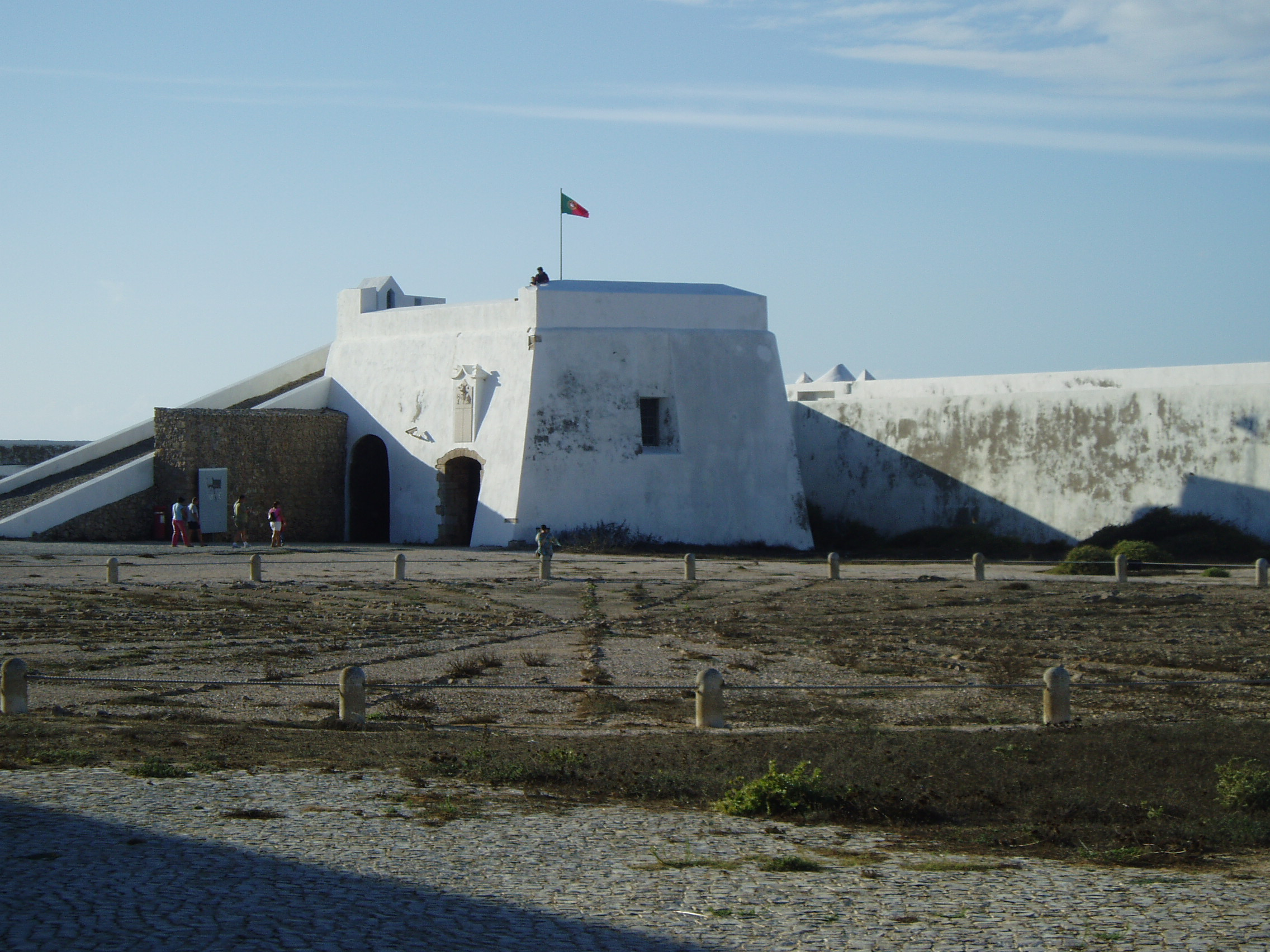
Головна вежа Сагреської фортеці

Узбережжя Сагреша має декілька пляжів, — усі розташовані на території природного парку Південно-західного Алентежу і Вісентінського узбережжя (порт. Parque Natural do Sudoeste Alentejano e Costa Vicentina). Найвідоміші пляжі: порт. Praia do Beliche, Praia do Tonel, Praia da Mareta, з чудовими умовами для практикування сучасних водних видів спорту: дайвінгу, водного мотоциклу (Jet Ski) та віндсерфінгу.

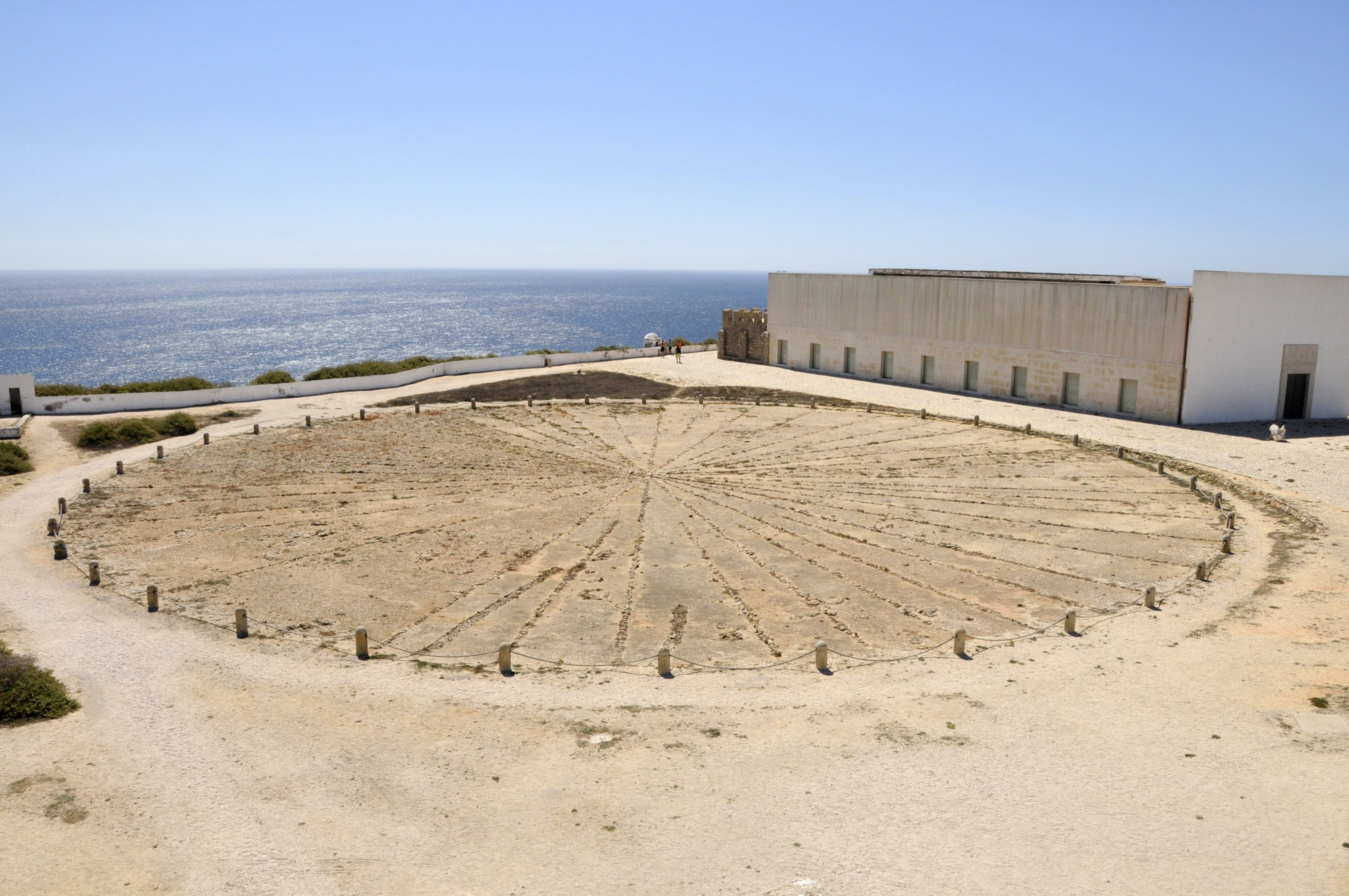
Кам'яна роза вітрів у Сагрешській фортеці

Серед архітектурних пам'яток особливий інтерес викликає старовинна фортеця (порт. Fortaleza de Sagres) збудована у 15 столітті за вказівкою Інфанта Дона Енріке. Особливо захоплює величезна роза вітрів, створена з каменя, що в діаметрі досягає 43 метрів. У 90-ті роки 20 століття під керівництвом архітектора Жуани Каррейри (м. Порту) в фортеці було проведено ряд робіт по реконструкції та модернізації її структури. Було споруджено виставочний комплекс для проведення тимчасових експозицій, мультимедійний центр, магазини і кав'ярня.
Інші фортеці Сагреша — на мисі Св. Вісента (порт. Fortaleza do Cabo de São Vicente) та в Беліші (порт. Fortaleza de Santo António do Belixe).

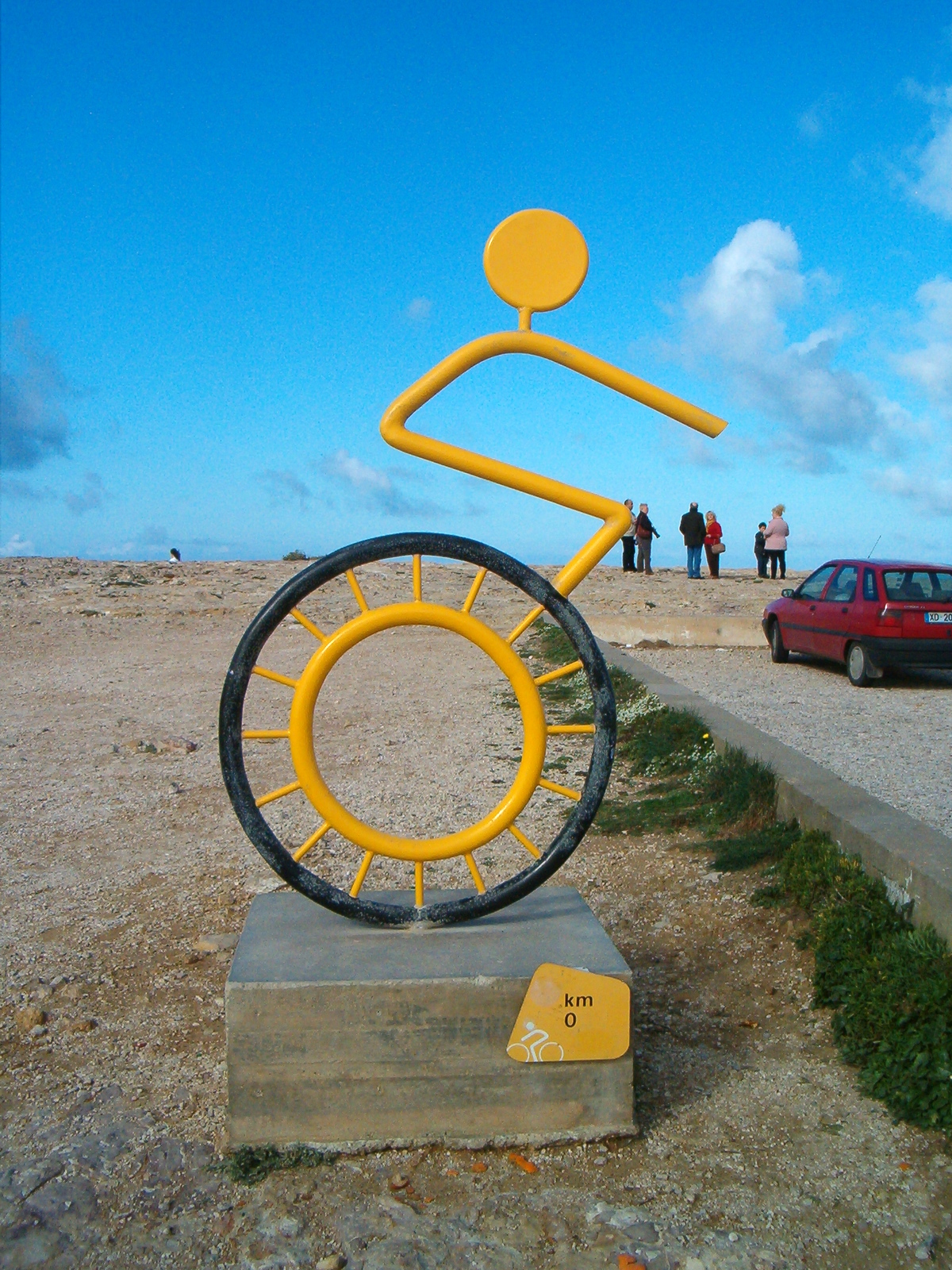
Початок екологічного маршруту Алгарве

Біля мису Св. Вісента бере свій початок так званий «екологічний маршрут Алгарве» (порт. Ecovias do Algarve) — панорамна велосипедна доріжка, яка простягається уздовж усього Атлантичного узбережжя регіону до Віли-Реал-де-Санту-Антоніу (кордон з Іспанією). Цей новий різновид екологічного туризму з кожним роком набуває все більшої популярності серед туристів регіону.
Для отримання безкоштовної туристичної інформації на території муніципальної громади існує інформаційний центр, що розміщений за адресою порт. Posto de Turismo de Sagres, Rua Comandante Matoso, 8650-357 Sagres.

## Цікавинки
Ім'я селища носить торгова марка відомого португальського пива, а з 2008 року — найвищий дивізіон португальського футболу — «Ліга Сагреш» (порт. Liga Sagres).

## Галерея

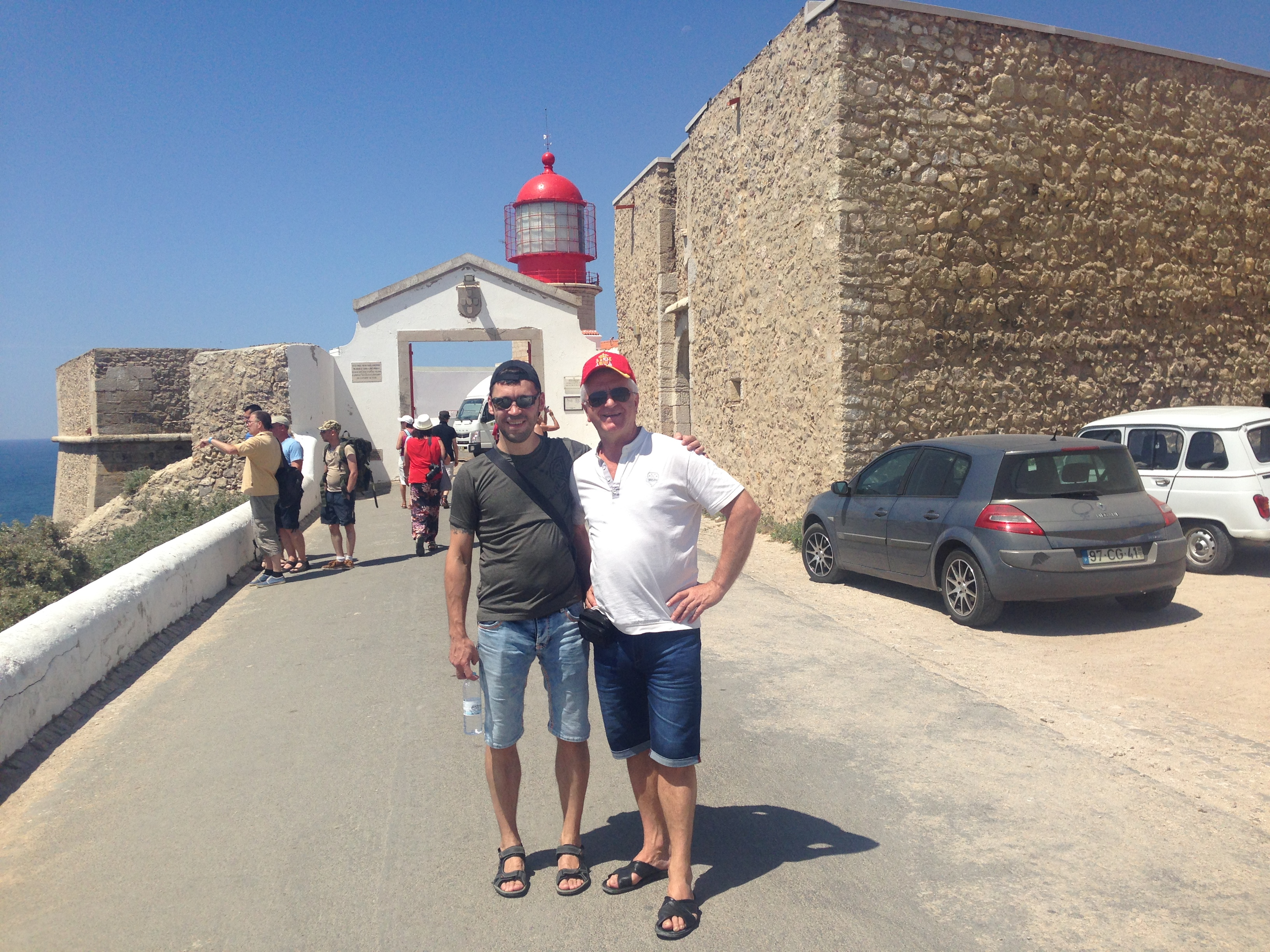
Віла-де-Бішлу, Сагреш
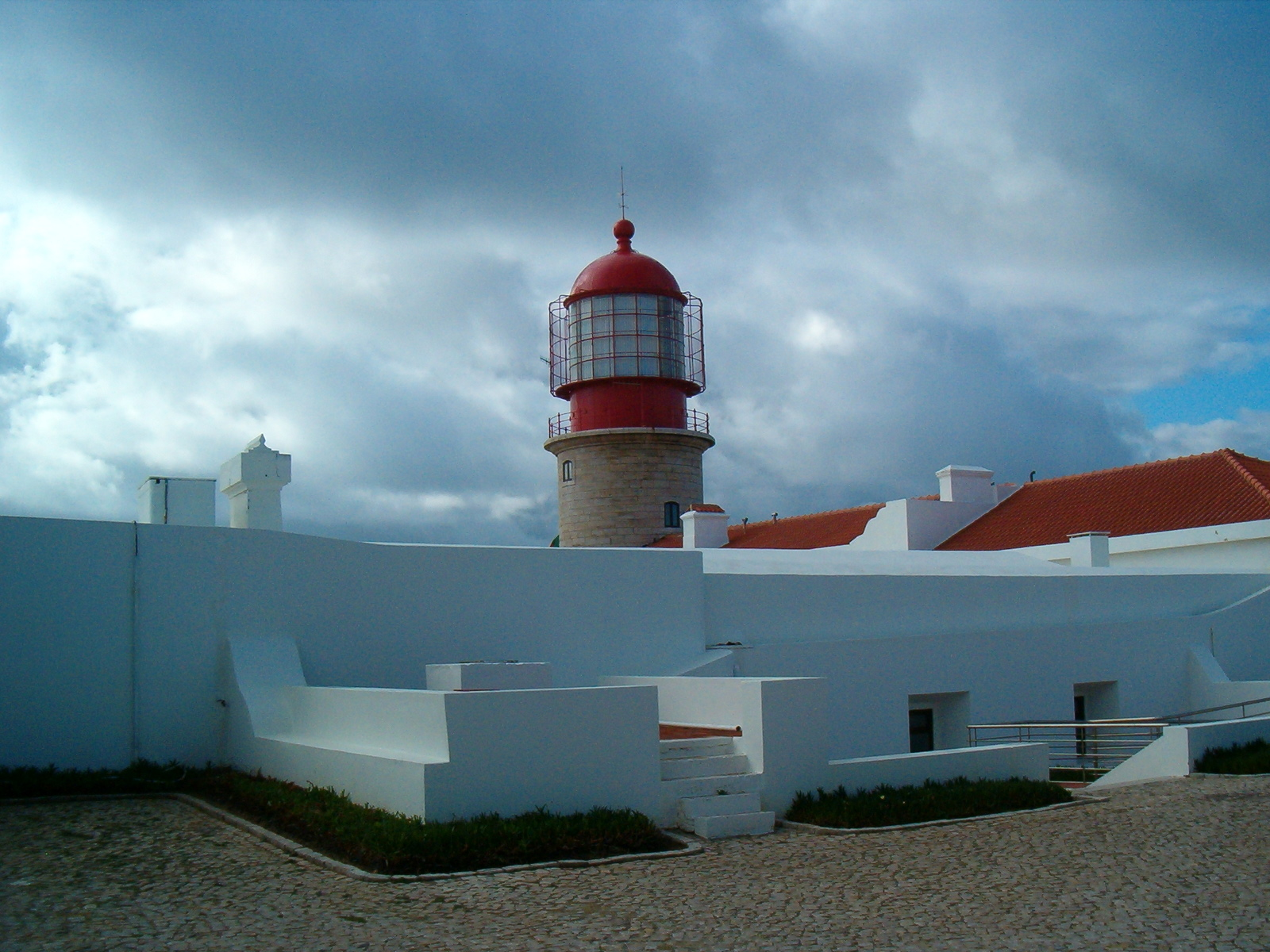
Маяк на мисі Св. Вісента
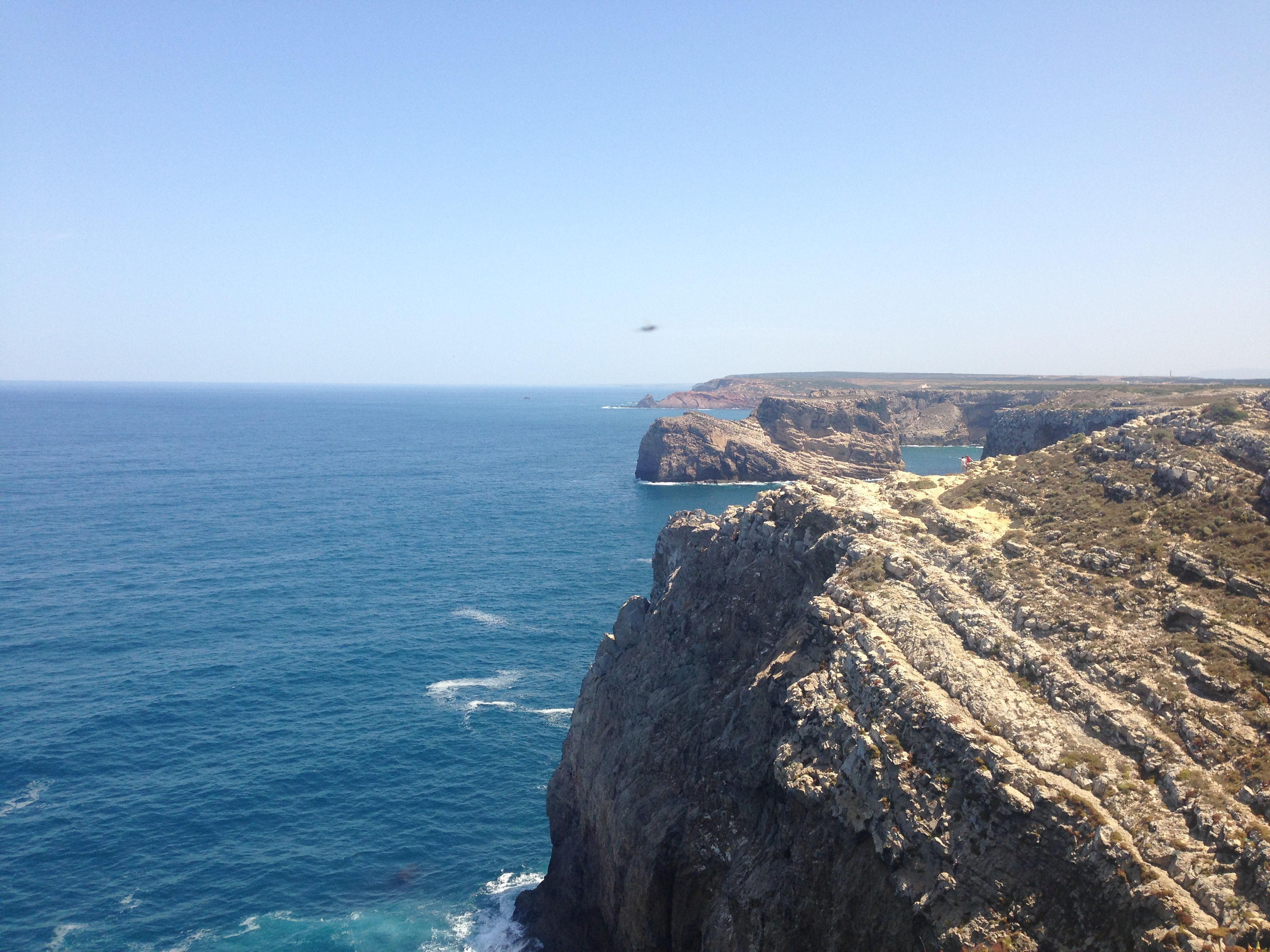
Море і скелі, Сагреш
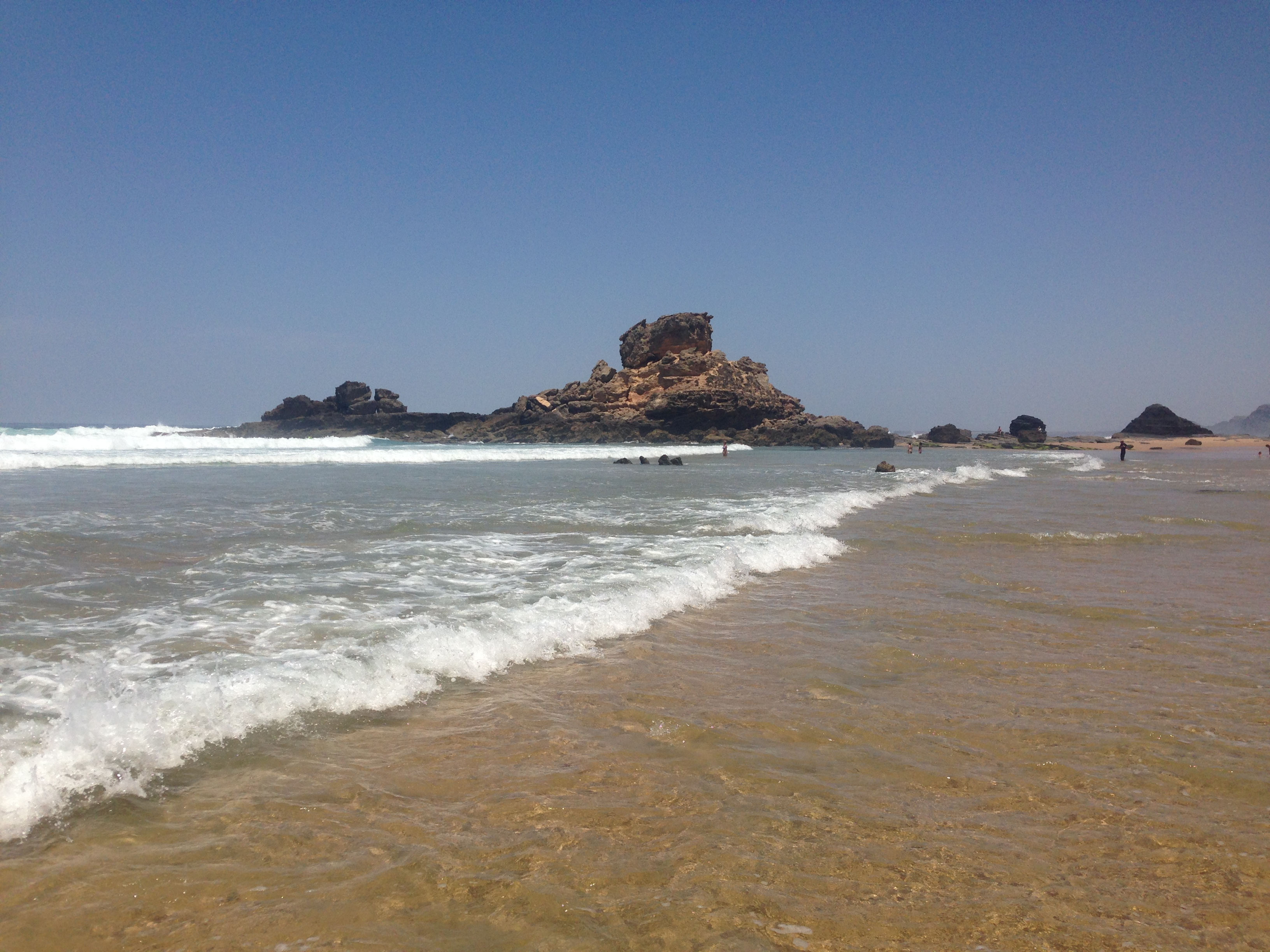
Морські краєвиди, Сагреш